# Bach et Bottine
Pour plus de détails, voir Fiche technique et Distribution.
Bach et Bottine est un film québécois réalisé par André Melançon, sorti en 1986.
Il s'agit d'une adaptation du roman de l'écrivaine québécoise Bernadette Renaud portant le même titre.

## Synopsis
Fanny (Mahée Paiement) est une malicieuse petite fille de onze ans élevée par sa grand-mère après l'accident dans lequel sont morts ses parents. Espiègle et réfléchie à la fois, elle ne se sépare pas de Bottine, une mouffette apprivoisée. Or, un jour, sa grand-mère, trop vieille, décide de la confier à Jean-Claude, son oncle, passionné de musique et qui se consacre pour un an à l'étude de l'orgue en vue de gagner le concours Jean-Sébastien Bach. C'est dire que Fanny arrive comme un cheveu sur la soupe chez ce célibataire endurci...

## Fiche technique
- Titre original : Bach et Bottine
- Titre anglais : Bach & Broccoli
- Pays d'origine : Canada
- Réalisateur : André Melançon
- Scénaristes : André Melançon, Bernadette Renaud
- Musique : Pierick Houdy
- Genre : comédie; drame; famille
- Dates de sortie : 7 novembre 1986 (Canada)

## Distribution
Par ordre d'apparition à l'écran
- Mahée Paiement : Fanny
- Doris Blanchet-Vasilof : la mère de Fanny
- Denis Bernard : le père de Fanny
- Véronique Lavoie : Fanny à 5 ans
- France Arbour : la grand-mère de Fanny
- Raymond Legault : Jean-Claude Parenteau, l'oncle de Fanny
- Andrée Pelletier : Bérénice
- Djosef LaRoche : Martin
- Diane Jules : la mère de Martin
- Andrée Cousineau : Femme enceinte
- Jacques Fauteux : Patron
- Stephanie And : la fille de Patron
- Patrick St-Pierre : le fils de Patron
- Vincent Frechette : un autre enfant
- Marie-Mousse LaRoche : un autre enfant
- José Garcia : le mexicain dans l'autobus
- Muriel Dutil : mère de la famille adoptive

## Prix
- Grand Prix Hydro-Québec, Festival du cinéma international en Abitibi-Témiscamingue.